# Epistrophe latifrons
Epistrophe latifrons är en tvåvingeart som beskrevs av Mutin 1993. Epistrophe latifrons ingår i släktet brynblomflugor, och familjen blomflugor. Inga underarter finns listade i Catalogue of Life.